# Espacio de probabilidad
En teoría de probabilidades, un espacio probabilístico o espacio de probabilidad es un concepto matemático que sirve para modelar un cierto experimento aleatorio.
El concepto de espacio de probabilidad fue introducido en la teoría de la probabilidad, por Andréi Kolmogórov en 1933.
Un espacio de probabilidad consta de tres elementos:
1. Un espacio muestral, {\displaystyle \Omega }, que es el conjunto de todos los posibles resultados.
2. Un espacio de sucesos, que es un conjunto de eventos {\displaystyle {\mathcal {F}}}, siendo un suceso un conjunto de resultados en el espacio muestral.
3. Una función de probabilidad, que asigna a cada evento en el espacio de eventos una probabilidad, que es un número entre 0 y 1.

Para proporcionar un modelo sensato de probabilidad, estos elementos deben satisfacer una serie de axiomas, detallados en este artículo.
En el ejemplo del lanzamiento de un dado estándar, tomaríamos el espacio muestral como {\displaystyle \{1,2,3,4,5,6\}}. Para el espacio de sucesos, podríamos utilizar simplemente el conjunto de todos los subconjuntos del espacio muestral, que contendría entonces sucesos simples como {\displaystyle \{5\}} ("el dado cae en 5"), así como sucesos complejos como {\displaystyle \{2,4,6\}} ("el dado cae en un número par"). Por último, para la función de probabilidad, asignaríamos cada suceso al número de resultados de ese suceso dividido por 6 - así, por ejemplo, {\displaystyle \{5\}} se asignaría a {\displaystyle 1/6}, y {\displaystyle \{2,4,6\}} se asignaría a {\displaystyle 3/6=1/2}.
Cuando se realiza un experimento, imaginamos que la "naturaleza" "selecciona" un único resultado, {\displaystyle \omega }, del espacio muestral {\displaystyle \Omega }. Todos los eventos en el espacio de eventos {\displaystyle {\mathcal {F}}} que contienen el resultado seleccionado {\displaystyle \omega } se dice que "han ocurrido". Esta "selección" se produce de tal manera que si el experimento se repitiera muchas veces, el número de ocurrencias de cada suceso, como fracción del número total de experimentos, tendería muy probablemente hacia la probabilidad asignada a ese suceso por la función de probabilidad {\displaystyle P}.
El matemático ruso Andrey Kolmogorov introdujo la noción de espacio de probabilidad, junto con otros axiomas de probabilidad, en la década de 1930. En la teoría de la probabilidad moderna hay una serie de enfoques alternativos para la axiomatización - por ejemplo, el álgebra de variables aleatorias.

## Introducción

Espacio de probabilidad para lanzar un dado dos veces seguidas: El espacio muestral consta de los 36 resultados posibles; se muestran tres sucesos diferentes (polígonos coloreados), con sus respectivas probabilidades (suponiendo una distribución uniforme discreta

Un espacio de probabilidad es un triplete matemático {\displaystyle (\Omega ,{\mathcal {F}},P)} que presenta un modelo para una clase particular de situaciones del mundo real.
Como ocurre con otros modelos, su autor define en última instancia qué elementos contendrán {\displaystyle \Omega }, {\displaystyle {\cal {F}}}, y {\displaystyle P}.
- El espacio muestral {\displaystyle \Omega } es el conjunto de todos los resultados posibles. Un resultado es el resultado de una única ejecución del modelo. Los resultados pueden ser estados de la naturaleza, posibilidades, resultados experimentales y similares. Cada instancia de la situación del mundo real (o ejecución del experimento) debe producir exactamente un resultado. Si los resultados de diferentes ejecuciones de un experimento difieren de alguna manera importante, son resultados distintos. Qué diferencias son importantes depende del tipo de análisis que queramos hacer. Esto conduce a diferentes opciones de espacio muestral.
- El σ-álgebra {\displaystyle {\mathcal {F}}} es una colección de todos los eventos que nos gustaría considerar. Esta colección puede o no incluir cada uno de los elemental.  Aquí, un "suceso" es un conjunto de cero o más resultados; es decir, un subconjunto del espacio muestral. Se considera que un suceso ha "ocurrido" durante un experimento cuando el resultado de éste es un elemento del suceso. Dado que el mismo resultado puede ser miembro de muchos sucesos, es posible que hayan ocurrido muchos sucesos dado un único resultado. Por ejemplo, cuando el ensayo consiste en lanzar dos dados, el conjunto de todos los resultados con una suma de 7 pips puede constituir un suceso, mientras que los resultados con un número impar de pips pueden constituir otro suceso. Si el resultado es el elemento del suceso elemental de dos pepitas en el primer dado y cinco en el segundo, entonces se dice que ambos sucesos, "7 pepitas" y "número impar de pepitas", han ocurrido.
- La medida de probabilidad {\displaystyle P} es una función de conjunto que devuelve la probabilidad de un suceso. Una probabilidad es un número real entre cero (los sucesos imposibles tienen probabilidad cero, aunque los sucesos con probabilidad cero no son necesariamente imposibles) y uno (el suceso ocurre casi con seguridad, con casi total certeza). Así, {\displaystyle P} es una función  {\displaystyle P:{\mathcal {F}}\to [0,1].} La función de medida de la probabilidad debe satisfacer dos simples requisitos: En primer lugar, la probabilidad de la unión de un contable de sucesos mutuamente excluyentes debe ser igual a la suma contable de las probabilidades de cada uno de estos sucesos. Por ejemplo, la probabilidad de la unión de los sucesos mutuamente excluyentes {\displaystyle texto{cabeza}} y {\displaystyle texto{cola}} en el experimento aleatorio de un lanzamiento de moneda, {\displaystyle P({\text{Cabeza}}\cup {\text{Cola}})}, es la suma de la probabilidad para {\displaystyle {\text{Cabeza}}} y la probabilidad para {\displaystyle {\text{Cola}}}, {\displaystyle P({\text{Cabeza}})+P({\text{Cola}})}. En segundo lugar, la probabilidad del espacio muestral {\displaystyle \Omega } debe ser igual a 1 (lo que da cuenta del hecho de que, dada una ejecución del modelo, algún resultado debe ocurrir). En el ejemplo anterior, la probabilidad del conjunto de resultados {\displaystyle P({\text{Cabeza}},{\text{Cola}})} debe ser igual a uno, porque es totalmente seguro que el resultado será {\displaystyle {\text{Cabeza}}} o {\displaystyle {\text{Cola}}} (el modelo ignora cualquier otra posibilidad) en un solo lanzamiento de moneda.

No todos los subconjuntos del espacio muestral {\displaystyle \Omega } deben ser considerados necesariamente como un evento: algunos de los subconjuntos simplemente no son de interés, otros no pueden ser "medido". Esto no es tan evidente en un caso como el lanzamiento de una moneda. En un ejemplo diferente, se podrían considerar las longitudes de los lanzamientos de jabalina, donde los eventos son típicamente intervalos como "entre 60 y 65 metros" y uniones de tales intervalos, pero no conjuntos como los "números irracionales entre 60 y 65 metros".

## Definición
Un espacio de probabilidad es la terna {\displaystyle (\Omega ,{\mathcal {F}},\operatorname {P} )} donde el conjunto {\displaystyle \Omega } es llamado espacio muestral y es el conjunto de los posibles resultados del experimento, {\displaystyle {\mathcal {F}}} es una σ-álgebra de subconjuntos de {\displaystyle \Omega } que satisface
1. {\displaystyle \Omega \in {\mathcal {F}}}.
2. Si {\displaystyle A\in {\mathcal {F}}} entonces {\displaystyle A^{c}\in {\mathcal {F}}}.
3. Si {\displaystyle A_{1},A_{2},\dots ,A_{n}\in {\mathcal {F}}} entonces {\displaystyle A_{1}\cup A_{2}\cup \cdots \cup A_{n}\in {\mathcal {F}}}.

Al par {\displaystyle (\Omega ,{\mathcal {F}})} se le conoce como un espacio de medida. Por último, {\displaystyle \operatorname {P} :{\mathcal {F}}\to [0,1]} es una función conocida como medida de probabilidad o función de probabilidad que asigna una probabilidad a todo suceso y que verifica los llamados axiomas de Kolmogorov:
1. {\displaystyle \operatorname {P} (\Omega )=1}.
2. {\displaystyle \operatorname {P} (A)\geq 0}, {\displaystyle \forall \;A\in {\mathcal {F}}}.
3. Si {\displaystyle A_{1},A_{2},\dots ,A_{n}\in {\mathcal {F}}} y {\displaystyle A_{i}\cap A_{j}=\emptyset } para {\displaystyle i\neq j} entonces

{\displaystyle {\begin{aligned}\operatorname {P} \left(\bigcup _{i=1}^{n}A_{i}\right)&=\sum _{i=1}^{n}\operatorname {P} [A_{i}]\\&=\operatorname {P} [A_{1}]+\operatorname {P} [A_{2}]+\cdots +\operatorname {P} [A_{n}]\end{aligned}}}

### Consecuencias
A partir de los axiomas se deduce lo siguiente
Sean {\displaystyle A,B\in {\mathcal {F}}} entonces {\displaystyle \operatorname {P} [A\cup B]=\operatorname {P} [A]+\operatorname {P} [B]-\operatorname {P} [A\cap B]}.
Además
{\displaystyle \operatorname {P} (\emptyset )=1-\operatorname {P} (\Omega )=0}
Es decir que la probabilidad de que se presente el conjunto vacío {\displaystyle \emptyset } es 0.
Y si {\displaystyle A_{1},A_{2},\dots ,A_{n}\in {\mathcal {F}}} entonces
{\displaystyle {\begin{aligned}\operatorname {P} \left(\bigcup _{i=1}^{n}A_{i}\right)\leq \sum _{i=1}^{n}\operatorname {P} [A_{i}]\end{aligned}}}

## Caso discreto
La  Teoría de la probabilidad discreta sólo necesita espacios muestrales {\displaystyle \Omega } de a lo sumo contable. Se pueden atribuir probabilidades a puntos de {\displaystyle \Omega } mediante la función de masa de probabilidad {\displaystyle p:\Omega \to [0,1]} tal que {\textstyle suma_{\omega \in \Omega }p(\omega )=1}. Todos los subconjuntos de {\displaystyle \Omega } pueden tratarse como sucesos (así, {\displaystyle {\mathcal {F}}=2^{\Omega }} es el conjunto potencia). La medida de probabilidad toma la forma simple
| {\displaystyle P(A)=\sum _{\omega \in A}p(\omega )\quad {\text{para todo }}A\subseteq \Omega .} | \| \| \| \| \| \| \| \| | (⁎) |
|                                                                                                 |                         |     |
|                                                                                                 |                         |     |

La mayor σ-álgebra {\displaystyle {\mathcal {F}}=2^{\Omega }} describe la información completa. En general, una σ-álgebra {\displaystyle {\mathcal {F}}\subseteq 2^{\Omega }} corresponde a una partición finita o contable. {\displaystyle \Omega =B_{1}\cup B_{2}\cup \dots }, siendo la forma general de un suceso {\displaystyle A\in {\mathcal {F}}} {\displaystyle A=B_{k_{1}}cupB_{k_{2}}cup\dots }. Véanse también los ejemplos.
El caso {\displaystyle p(\omega )=0} está permitido por la definición, pero rara vez se utiliza, ya que tal {\displaystyle \omega } puede excluirse con seguridad del espacio muestral.

## Caso general
Si Ω es incontable, aun así, puede ocurrir que p(ω) ≠ 0 para algún ω; tales ω se llaman átomos. Son un conjunto a lo sumo contable (tal vez vacío), cuya probabilidad es la suma de las probabilidades de todos los átomos. Si esta suma es igual a 1, todos los demás puntos pueden excluirse con seguridad del espacio muestral, lo que nos devuelve al caso discreto. En caso contrario, si la suma de probabilidades de todos los átomos está entre 0 y 1, entonces el espacio de probabilidad se descompone en una parte discreta (atómica) (tal vez vacía) y una parte no atómica.

## Caso no atómico
Si p(ω) = 0 para todo ω ∈ Ω (en este caso, Ω debe ser incontable, porque si no P(Ω) = 1 no podría satisfacerse), entonces la ecuación (⁎) falla: la probabilidad de un conjunto no es necesariamente la suma sobre las probabilidades de sus elementos, ya que la suma sólo está definida para números contables de elementos. Esto hace que la teoría del espacio de probabilidad sea mucho más técnica. Se aplica una formulación más fuerte que la suma, la teoría de la medida. Inicialmente, las probabilidades se atribuyen a algunos conjuntos "generadores" (véanse los ejemplos). A continuación, un procedimiento de limitación permite asignar probabilidades a conjuntos que son límites de secuencias de conjuntos generadores, o límites de límites, y así sucesivamente. Todos estos conjuntos son la σ-álgebra {\displaystyle {\mathcal {F}}}. Los conjuntos pertenecientes a {\displaystyle {\mathcal {F}}} se llaman  medibles. En general son mucho más complicados que los conjuntos generadores, pero mucho mejores que los  conjuntos no medibles.

## Espacio de probabilidad completo
Un espacio de probabilidad {\displaystyle (\Omega ,\;{\mathcal {F}},\;P)} se dice que es un espacio de probabilidad completo si para todo {\displaystyle B\in {\mathcal {F}}} con {\displaystyle P(B)=0} y todo {\displaystyle A\;\subset \;B}  se tiene {\displaystyle A\in {\mathcal {F}}}. A menudo, el estudio de los espacios de probabilidad se restringe a espacios de probabilidad completos.

## Ejemplos

### Ejemplos discretos

#### Ejemplo 1
Si el experimento consiste en lanzar una sola vez una moneda justa, entonces el resultado es cara o cruz: {\displaystyle \Omega =\{{\text{H}},{\text{T}}\}}. El σ-álgebra {\displaystyle {\mathcal {F}}=2^{\Omega }}  contiene {\displaystyle 2^{2}=4} eventos, a saber: {\displaystyle \{{\text{H}}\}} ("cara"), {\displaystyle \{{\text{T}}\}}("cruz"), {\displaystyle \{\}} ("ni cara ni cruz"), y {\displaystyle \{{\text{H}},{\text{T}}\}} ("o cara o cruz"); en otras palabras, {\displaystyle {\mathcal {F}}=\{\{\},\{{\text{H}}\},\{{\text{T}}\},\{{\text{H}},{\text{T}}\}\}}. Hay un cincuenta por ciento de probabilidades de que salga cara y un cincuenta por ciento de que salga cruz, por lo que la medida de probabilidad en este ejemplo es {\displaystyle P(\{\})=0}, {\displaystyle P(\{{\text{H}}\})=0.5}, {\displaystyle P(\{{\text{T}}\})=0.5}, {\displaystyle P(\{{\text{H}},{\text{T}}\})=1}.

#### Ejemplo 2
Se lanza la moneda tres veces. Hay 8 resultados posibles: Ω = {HHH, HHT, HTH, HTT, THH, THT, TTH, TTT} (aquí "HTH", por ejemplo, significa que la primera vez la moneda salió cara, la segunda cruz y la última cara otra vez). La información completa se describe mediante el σ-álgebra {\displaystyle {\mathcal {F}}=2^{\Omega }} de 28 = 256 sucesos, donde cada uno de los sucesos es un subconjunto de Ω.
Alicia sólo conoce el resultado del segundo lanzamiento. Así, su información incompleta se describe por la partición Ω = A1 ⊔ A2 = {HHH, HHT, THH, THT} ⊔ {HTH, HTT, TTH, TTT}, donde ⊔ es la unión disjunta, y la correspondiente σ-álgebra {\displaystyle {\mathcal {F}}_{\text{Alice}}=\{\{\},A_{1},A_{2},\Omega \}}. Bryan sólo conoce el número total de colas. Su partición contiene cuatro partes: Ω = B0 ⊔ B1 ⊔ B2 ⊔ B3 = {HHH} ⊔ {HHT, HTH, THH} ⊔ {TTH, THT, HTT} ⊔ {TTT}; en consecuencia, su σ-álgebra {\displaystyle {\mathcal {F}}_{\text{Bryan}}} contiene 24 = 16 eventos.
Las dos σ-álgebras son incomparables: ni {\displaystyle {\mathcal {F}}_{\text{Alice}}\subseteq {\mathcal {F}}_{\text{Bryan}}} ni {\displaystyle {\mathcal {F}}_{\text{Bryan}}\subseteq {\mathcal {F}}_{\text{Alice}}}; mbas son sub-σ-álgebras de 2Ω.

#### Ejemplo 3
Si se extraen al azar 100 votantes de entre todos los votantes de California y se les pregunta a quién votarán como gobernador, el conjunto de todas las secuencias de 100 votantes californianos sería el espacio muestral Ω. Suponemos que se utiliza muestreo sin reemplazamiento: sólo se permiten secuencias de 100 votantes diferentes. Por simplicidad se considera una muestra ordenada, es decir, una secuencia {Alice, Bryan} es diferente de {Bryan, Alice}. También damos por hecho que cada votante potencial conoce exactamente su elección futura, es decir, no elige al azar.
Alice sólo sabe si Arnold Schwarzenegger ha recibido al menos 60 votos. Su información incompleta está descrita por el σ-álgebra {\displaystyle {\mathcal {F}}_{\text{Alice}}} que contiene: (1) el conjunto de todas las secuencias en Ω donde al menos 60 personas votan por Schwarzenegger; (2) el conjunto de todas las secuencias donde menos de 60 votan por Schwarzenegger; (3) todo el espacio muestral Ω; y (4) el conjunto vacío ∅.
Bryan conoce el número exacto de votantes que van a votar a Schwarzenegger. Su información incompleta viene descrita por la partición correspondiente Ω = B0 ⊔ B1 ⊔ ⋯ ⊔ B100 y el σ-álgebra {\displaystyle {\mathcal {F}}_{\text{Bryan}}} consta de 2101 sucesos.
En este caso la σ-álgebra de Alice es un subconjunto de la de Bryan: {\displaystyle {\mathcal {F}}_{\text{Alice}}\subset {\mathcal {F}}_{\text{Bryan}}}. La σ-álgebra de Bryan es a su vez un subconjunto de la mucho mayor "información completa" σ-álgebra 2Ω que consiste en 2n(n-1)⋯(n-99) eventos, donde n es el número de todos los votantes potenciales en California.